# Sitalces volxemi
Sitalces volxemi är en insektsart som beskrevs av Carl Stål 1878. Sitalces volxemi ingår i släktet Sitalces och familjen gräshoppor. Inga underarter finns listade i Catalogue of Life.